# Grammoptera ruficornis
Grammoptera ruficornis — жук из семейства усачей и подсемейства Усачики.

## Описание
Жук длиной от 3 до 7 мм. Время лёта взрослого жука с апреля по июль.

## Распространение
Распространён в Европе, России, Турции, Закавказье и на Кавказе.

## Экология и местообитания
Жизненный цикл вида длится год. Личинки развивается в гнилой или поражённой грибком суках лиственных деревьев.